# بخش مرکزی شهرستان گلبهار
بخش مرکزی شهرستان گلبهار در استان خراسان رضوی واقع است.

## تقسیمات کشوری
بخش گلبهار در شهرستان چناران بر اساس مصوبهٔ هیئت وزیران در تاریخ ۹ اسفند ۱۳۶۸ از ترکیب سه دهستان بیزکی، درزآب و گلمکان به مرکزیت روستای محسن‌آباد تأسیس شد. دهستان درزآب بر اساس مصوبهٔ ۱۸ اسفند ۱۳۸۱ از این بخش جدا شد و به بخش مرکزی شهرستان مشهد، ملحق شد. در تاریخ ۱۲ آبان ۱۳۹۹ از ترکیب دو دهستان دهستان بیزکی و دهستان نوبهار و شهر گلبهار، بخش مرکزی شهرستان نوبنیاد گلبهار به مرکزیت شهر گلبهار تأسیس شد.
در حال حاضر این بخش از دو دهستان و یک شهر تشکیل شده‌است.
- دهستان:
  - بیزکی
  - نوبهار
- شهر:
  - گلبهار

## جمعیت
بنابر سرشماری مرکز آمار ایران، جمعیت بخش گلبهار در سال ۱۳۸۵ برابر با ۳۴۸۷۷ نفر بوده‌است. جمعیت این بخش در سال ۱۳۹۵ به ۶۶٬۳۲۱ نفر افزایش یافته‌است